# 斯特凡·米特罗维奇 (足球运动员)
斯特凡·米特罗维奇（1990年5月22日—），塞尔维亚男子足球运动员，司职后卫。現效力於比甲球隊真特。塞爾維亞國家足球隊成員。他曾代表塞尔维亚国家队参加2022年国际足联世界杯，结果队伍止步小组赛阶段。